# Mario Maccaferri
Mario Maccaferri (Cento, 20 maggio 1900 – New York, 17 aprile 1993) è stato un liutaio e chitarrista italiano.

## Biografia
Fin da bambino Maccaferri dimostrò di avere un carattere forte e, avendo espresso l'interesse di lavorare col legno, già a 11 anni (1911) divenne apprendista liutaio presso il maestro Luigi Mozzani (faentino, trasferitosi a Cento). Dal 1915 lavorò come liutaio presso il laboratorio di liuteria “Cantiere Officina” aperto dal Mozzani. Mentre imparava il mestiere di liutaio studiò chitarra classica e nel 1916 entrò al Conservatorio di Siena nel quale si diplomò dieci anni dopo. Nel 1919 iniziò i primi concerti in Italia e dopo il diploma, lasciò temporaneamente il lavoro di liutaio animato dalla voglia di suonare. Si dedicò quindi alla carriera concertistica e negli anni venti e anni trenta fu un valente chitarrista classico che si esibì in tutta Europa, ma restò sempre appassionato anche della costruzione dello strumento. I critici lo lodavano tanto quanto il suo amico Andrés Segovia con in quale si disputava il titolo di migliore chitarrista classico del mondo in quell'epoca. Il maestro Mozzani, anch'esso valente chitarrista e compositore, era apertamente fiero di Mario e lo riconosceva come maestro liutaio, musicista e pari, un onore che non avrebbe mai dato poi a nessun altro dei suoi protetti.
Tra il 1926 e il 1927 Maccaferri vinse premi per i suoi violini e violoncelli a concorsi a Roma, Fiume e Montecatini. In quegli anni elaborò la sua chitarra-arpa.
Nel 1927 la liuteria fu trasformata in “Scuola di Liuteria Italiana Luigi Mozzani” e Maccaferri si diplomò anche maestro liutaio.
La crisi della prima guerra mondiale iniziò a farsi sentire e Mozzani fu costretto a ridurre il personale. Maccaferri si mise in proprio. Aveva già progettato chitarre classiche con spalla mancante.
Nel 1929 Maccaferri emigrò a Londra dove tra un concerto e l'altro insegnava chitarra ed essendo costantemente alla ricerca del “suo” suono e della chitarra ideale, costruiva prototipi in continuazione. La sua mente era anche spinta alla ricerca di una chitarra più sonora e più ricca, poiché la chitarra classica, ai tempi in cui non c'era ancora l'amplificazione, era un determinante della massima grandezza di un auditorium. Se c'erano troppe persone o se il teatro era troppo grande lo strumento non poteva essere udito. In altri termini sia per i concerti da soli sia in gruppo la chitarra era forse il meno sonoro degli strumenti.
Con le sue conoscenze di liuteria iniziò una sfida personale per costruire una chitarra che suonasse meglio e più forte: e ci riuscì. I suoi prototipi suonavano quasi il doppio più forte delle migliori chitarre classiche e la spalla mancante consentiva di accedere alla tastiera nelle note più acute rendendo lo strumento più agevole e prestante.

## Maccaferri e Selmer
A Londra conobbe Ben e Lew Davis, due fratelli che gestivano la rappresentanza Selmer in quella città. I F.lli Davis impressionati da un modello di chitarra di Maccaferri vollero presentarlo a Henry Selmer in persona.
Henry Selmer, uno dei cinque superstiti di sedici figli di Charles-Frederic Selmer morto nel 1878, assieme al fratello Alexandre facevano parte della quarta generazione di musicisti diplomati al Conservatorio di Musica di Parigi come clarinettisti, verso la fine del 1800. All'epoca per essere un musicista professionista occorreva aver le capacità di costruire e riparare o modificare da soli i propri strumenti ed accessori. Prima dell'industrializzazione in larga scala strumenti e accessori erano fatti a mano. Dal 1900 Henri Selmer si era fatto una reputazione grazie alle sue ance e bocchini, aprendo anche un negozio al numero 4 di  Place Dancourt a  Parigi (l'attuale Place Charles Dullin) per la crescente richiesta di questi accessori e per le riparazioni e modifiche veloci che era in grado di eseguire e che portò poi alla costruzione dei suoi famosi clarinetti. Dal 1920 oltre ai clarinetti iniziò a costruire anche oboe e fagotti. Alexandre Selmer andò negli Stati Uniti e tra il 1895 e il 1910 divenne il clarinetto principale nella Boston Symphony Orchestra, nella Cincinnati Symphony Orchestra e nella New York Philharmonic Orchestra. Nel 1902 Alexandre aprì un negozio a New York come distributore per l'America per gli strumenti ed accessori del fratello.
Henri Selmer, quindi un musicista alla vecchia maniera e costruttore, fu convinto sia dai Davis che dalla qualità degli strumenti e dalla reputazione e background di Maccaferri con Mozzani, ed accettò l'idea di costruire chitarre Selmer nella fabbrica di Mantes-la-Ville vicino a Parigi. Selmer sentenziò che se queste chitarre fossero state accettate dal pubblico ne avrebbero costruite molte. Era il 1931.
Fu comunque grazie al grande carisma di Maccaferri che Selmer, che fino a quel momento aveva costruito strumenti a fiato ma mai chitarre, si convinse ad intraprendere questa nuova impresa nonostante che la Francia in quel tempo passasse il brutto periodo della Grande depressione.
I lavori iniziarono con una serie di 300 chitarre marcate Selmer. Dopo poco Maccaferri diventò il direttore della fabbrica di chitarre all'interno della quale si costruivano anche le custodie. Prese con sé numerosi operai, principalmente italiani, li addestrò alle sue tecniche costruttive e divennero parte della produzione. Disegnò i progetti per le chitarre e diresse i lavori di costruzione di ogni particolare. A quel punto il maestro tornò a Cento, nella sua città natia, a recuperare anche altri piani e materiali che aveva lasciato in Italia e rientrato a Parigi diede vita ai suoi disegni e progetti dei suoi strumenti.
Maccaferri supervisionò ogni chitarra Selmer che fu costruita: dalla prima all'ultima. Anche le custodie furono progettate da lui.
Tra le innovazioni che Maccaferri portò alle chitarre acustiche, oltre alla spalla mancante, vi furono le chiavi sigillate (meccanismo non a vista), il rinforzo in metallo interno al manico e la divisione in due parti dell'osso del ponticello delle chitarre classiche, visibile in alcune delle prime chitarre usate da Django Reinhardt, per migliorare l'intonazione, poi, passando alle corde in metallo il ponticello fu addirittura mobile (altra sua innovazione) con punti di riferimento a forma di baffi sul piano armonico.
Mario ebbe anche un ruolo in un film “La fille du lac” ove suonava la chitarra in una scena su un battello e dal quale, durante una pausa, scivolando cadde in acqua.
A Parigi il 6 maggio 1932 Selmer registrò, con numero 736.779, il brevetto della cassa risuonante interna collegata al piano armonico degli strumenti musicali intitolato "Perfectionnements aux violons, guitars, mandolines et autres instruments à cordes". Questa invenzione del 1927 era di Maccaferri e serviva ad isolare il fondo vibrante della cassa di risonanza per evitare che il suono venisse attutito (soffocato) dal corpo della chitarra. Il risuonatore interno era fabbricato come un'altra tavola armonica attaccata solo alla tavola esterna. Aggiungeva così un riflettore che aveva il compito di proiettare il suono verso la bocca dello strumento. Ecco perché allargò la bocca e la costruì da rotonda, delle tradizionali chitarre classiche, a “D”.
La chitarra base del 1932-33 con bocca a “D” aveva 12 tasti e un diapason di 640 mm. di scala con una tastiera tipo classico di circa 50mm. Il manico nelle prime Selmer era largo e nella maggior parte dei casi in noce, anche se alcune avevano sia cassa che manico in acero. Il fondo e le fasce erano principalmente in palissandro laminato e il piano armonico in abete francese. Sono rimasti pochissimi esemplari originali che hanno il risuonatore interno intatto. Ciò è dovuto all'iniziale non perfetta costruzione, ma anche al fatto che i musicisti che le usavano lo facevano per lavoro e a ritmi distruttivi per gli strumenti. Nonostante fossero costruiti in laminato, che rende molto solida la cassa e meno sofferente agli sbalzi di temperatura e umidità dell'aria, le condizioni in cui vivevano i manouche erano comunque dure. Inoltre queste chitarre venivano strapazzate in ogni maniera sia per farsi sentire durante le performance sia perché lo stile richiede la mano pesante sullo strumento. Il risuonatore era abbastanza delicato e se si staccava iniziava a vibrare e disturbare il suono. Sembra che molti di questi siano stati tolti a pezzi attraverso l'ampia bocca a “D”.
La gamma di modelli di chitarre Maccaferri era la seguente:
- Modèle Concert (bocca “D”, corde in nylon, spalla mancante),
- Modèle Concert Harp, Modèle Espagnol (bocca rotonda, corde in nylon),
- Modèle Klassick,
- Modèle Orchestre (bocca “D”, corde in metallo, spalla mancante),
- Modèle Tenor (bocca “D”, 4 corde in metallo, spalla mancante),
- Modèle Hawaienne.

Le sale da ballo di quel periodo erano affollate, rumorose e rauche. Non c'erano amplificatori e i gruppi musicali da ballo avevano bisogno di sparare dei ritmi forti e i solisti dovevano essere uditi al di sopra della sezione ritmica. Queste chitarre potevano fare quel lavoro. Django Reinhardt, genio musicale, provò una delle Grande Bouche “D” a 12 tasti e se ne innamorò. Quella chitarra si adattava perfettamente alla nuova musica da ballo: Jazz manouche.
La produzione andò avanti per due anni (1932-33) e furono costruiti un certo numero di strumenti che Selmer vendette. Purtroppo nel 1933, con la fabbrica a pieno regime, tra Maccaferri e Selmer nacque una qualche forma di disputa e, ad anno inoltrato, Mario si staccò dall'azienda. La natura di questa disputa è ancora sconosciuta; la Selmer Company rimane discreta sull'argomento. Dopo la sua partenza il risuonatore non fu più messo in produzione, il suo nome fu tolto dal brevetto e cancellato anche dalle palette delle chitarre e dalle etichette interne delle chitarre.
In Selmer, verso la fine del 1933, dopo alcuni modelli di transizione la chitarra modello Jazz di Maccaferri fu ridisegnata usando i suoi ultimi progetti, la buca a “D” fu fatta più piccola e ovale e da quel momento fondamentalmente solo quest'ultimo tipo fu prodotto e venduto. I Manouches usavano ogni parte della tastiera e le nuove chitarre avevano la grande capacità di suonare forte sia nel registro acuto che in quello basso. Erano molto diverse dalle chitarre tradizionali a piano armonico piatto che danno un suono notoriamente meno squillante quando si suona nella parte acuta della tastiera. Fu così che dopo alcuni modelli a buca ovale, a 12 tasti e scala 648 mm. fu determinato un nuovo standard a scala più lunga: 670 mm. che restò in produzione alla Selmer. Il nuovo disegno avvenne senza l'input di Maccaferri ma con quello di Django Reinhardt. Il disegno della cassa della chitarra e il materiale erano i medesimi, l'attacco del manico allo zoccolo del corpo era al 14° tasto e il ponticello avvicinato al foro ovale. La rimozione del risuonatore e la nuova posizione del ponticello richiesero una incatenatura diversa. Una volta disponibile, questo "modello Jazz" fu il preferito da Django Reinhardt. Quasi tutte le Selmer fatte dopo il 1933 furono di questo modello. Sebbene la maggior parte delle chitarre Selmer fossero costruite in palissandro indiano laminato come fondo e fasce e il manico in noce, ne esistono alcune, delle ultime costruite, che hanno il manico in palissandro ed alcune altre ancor più rare tutte in mogano o tutte in acero “occhio di pernice”. Mentre il piano armonico era sempre in solido abete francese. Nel 1939, Selmer aggiunse il nome di Django Reinhardt alle chitarre Jazz costruite per il maestro. Il nome veniva scritto sulla paletta e attualmente solo in poche rare chitarre troviamo questa iscrizione.
L'ultima chitarra Selmer di Django Reinhardt fu la numero 503, con buca ovale, costruita nel 1940. Donata, dopo la sua morte, dalla vedova al museo del Conservatoire Nationale de Paris, ora Cité de la Musique, dove è fieramente esposta assieme al violino di Stéphane Grappelli.

## Maccaferri l'inventore
Fino a quel momento Maccaferri aveva continuato a dare concerti in Europa ma nell'estate 1933 un incidente di nuoto danneggiò irrimediabilmente la sua mano destra e mise fine a quella carriera.
La vita tuttavia continua e il maestro, grande conoscitore dei legni, durante la sua permanenza in Selmer imparò a costruire ance per sassofoni e clarinetti. Con la sua grande inventiva sviluppò delle soluzioni riguardanti strumenti e materiali per la costruzione delle ance. Nel 1935 chiese il brevetto per la forma delle sue ance ed aprì la “French-American Reed Manufacturing Company”. Con essa ebbe successo facendo le ance di marca My Masterpiece. Nel 1938 stabilì una succursale a New York e nel 1939 vi si trasferì per evitare la guerra che si apprestava sia in Francia che nel resto dell'Europa. Quando le canne adatte per la costruzione delle ance provenienti dal sud della Francia iniziarono a scarseggiare a causa dei problemi di spedizione via nave dovuti alla guerra, Maccaferri inventò un'alternativa: le ance di plastica. A New York fondò la “Maestro Industries” che fabbricava queste ance col nome di “Maccaferri Futurity reed”, usate e pubblicizzate da Benny Goodman, Jimmy Dorsey e altri musicisti: anche se non performanti come quelle di canna le ance erano reperibili in ogni momento e poco costose. Questo inventore senza mai riposo ora conosceva qualcosa anche della plastica. Continuò quindi e costantemente a cercare nuovi, semplici e furbi modi di usare questo rivoluzionario materiale. La sua attività con la plastica lo portò dalle ance agli appendiabiti, alle piastrelle da bagno, ai giocattoli e altri prodotti, e non ultimo inventò anche le mollette di plastica. Con la plastica provò a costruire ogni cosa che poteva pensare.
Circa nel 1949 ritornò ad ispirarsi alla musica e alla liuteria provando ad applicare la plastica al mondo delle chitarre. Progettò e costruì uno svariato numero di chitarre in plastica, le prime in quel materiale, ma il pubblico non le prese seriamente, contrariamente alle intenzioni del creatore che le realizzava accuratamente e credeva nei vantaggi specifici della plastica sul legno, come la stabilità alle variazioni climatiche. In seguito realizzò gli ukulele Islander, forniti anche dell’Arthur Godfrey Chord Finder, di cui vendette circa nove milioni di esemplari in tutto il mondo, al prezzo di $4,95.
Altre chitarre, in legno, firmate da lui furono prodotte in Giappone negli anni settanta dalla Ibanez.
Prima di morire nel maggio 1993 stava ancora lavorando al perfezionamento del suo violino in plastica.

## L'importanza delle chitarre di Maccaferri
Le chitarre Maccaferri/Selmer conquistarono il consenso di Django Reinhardt e dei Manouches, e divennero il simbolo tuttora vivo della loro musica. In foto e filmati Django Reinhardt è visibile mentre suona ora una Maccaferri/Selmer a buca a “D” ora a buca ovale. Mentre si vedono i colleghi chitarristi accompagnatori usare quasi sempre quella a buca a “D”.
Le differenze riscontrate fra le due buche sono le seguenti. Il suono che esce dalla chitarra con buca a “D” viene meglio percepito da chi suona e meglio si espande verso l'ascoltatore. La buca ovale invece ha più potenza in volume ed il suono è più diretto lontano da chi suona.
Di fatto, dato che Django Reinhardt perdeva le chitarre o gliele rubavano, era costretto a tornare a prenderne altre, Selmer faceva preparare 10-20 chitarre e Django Reinhardt andava a scegliere quella per lui (perché ovviamente non tutte suonano alla stessa maniera, fatto tuttora vero per ogni produzione di liuteria o industriale).
Pur non avendo mai dato il proprio nome ad alcuna chitarra, se non a quelle di plastica, dato che quelle di cui si è detto uscivano dalla fabbrica col marchio Selmer, è innegabile che senza Maccaferri non sarebbe esistita la chitarra Selmer. Questo è un dato di fatto che prescinde dal breve periodo che Maccaferri trascorse in Selmer.
Il modello Jazz usato da Django Reinhardt era lo strumento principe usato da tutti i Manouches che avevano la speranza di poter, un giorno, suonare una vera Maccaferri/Selmer.
Ironicamente, Maccaferri non incontrò mai Reinhardt. E quando gli fu chiesto da Stochelo Rosenberg cosa ne pensasse al proposito Maccaferri disse scherzosamente “peggio per lui se non mi ha conosciuto!”...[questa frase non  è chiara o errata in quanto Stochelo Rosenberg (nato nel 1968) non può aver conosciuto Django Reinhardt (morto nel 1953) ma potrebbe aver conosciuto Maccaferri in questo caso la frase è scorretta a livello linguistico]
Maccaferri ha dato un grande contributo alla musica Manouche: Django Reinhardt stesso di ritorno dagli Stati Uniti ove aveva suonato con le grandi chitarre Epiphone, Gibson, Gretsch e Levin disse che la sua chitarra Maccaferri era la migliore del mondo. Questa è la dimostrazione che Django Reinhardt e Maccaferri erano uniti, non solo dalla passione per la musica, dall'essere grandi artisti e dal genio musicale ma anche per la ricerca del suono e della perfezione. L'anello di congiunzione fra questi due grandi artisti è stata proprio la chitarra che con la sua forma a spalla mancante, il suono squillante e l'anima gitana ha reso possibile la scalata alle vette della storia della musica di grandi musicisti Manouche di cui Django Reinhardt fu la stella da seguire.